# B403 (België)

De B403 is een kort stuk verbindingsweg (bretel) dat de Belgische A10/E40 verbindt met de R4, de grote ring rond Gent. De weg is ingericht als autosnelweg en loopt tussen het Knooppunt Merelbeke aan de A10 en afrit 7 (Merelbeke) van de R4. Op dat laatste punt gaat de weg vanzelf over in de R4 in noordelijke richting en vormt er als het ware onopgemerkt eenzelfde autosnelweg mee. De R4 in westelijke richting lijkt als het ware een afzonderlijke weg en is daar geen snelweg; dat stuk is dan ook met de rest van de R4 en B403 verbonden door een gewone oprit.
B101 · B102 · B201 · B202 · B401 · B402 · B403 · B404 · B501 · B601 · B602 · B901